# Гири (Оклахома)
Гири (енгл. Geary) град је у америчкој савезној држави Оклахома.

## Демографија
По попису из 2010. године број становника је 1.280, што је 22 (1,7%) становника више него 2000. године.
| Група             | 2000.       | 2010.       |
| Белци             | 805 (64,0%) | 759 (59,3%) |
| Афроамериканци    | 61 (4,8%)   | 19 (1,5%)   |
| Азијати           | 1 (0,1%)    | 0 (0,0%)    |
| Хиспаноамериканци | 68 (5,4%)   | 122 (9,5%)  |
| Укупно            | 1.258       | 1.280       |